# Эмгейтен (линейный корабль, 1828)
«Эмгейтен» — парусный линейный корабль Балтийского флота Российской империи, второй из 8 кораблей типа «Императрица Александра». Корабль находился в составе флота с 1828 по 1858 год, принимал участие в подавлении Польского восстания, экспедиции флота к берегам Дании 1848—1850 годов и Крымской войне на балтийском театре боевых действий, в остальное время по большей части использовался в качестве учебного судна.

## Описание корабля
Один из восьми 84-пушечных парусных линейных кораблей с деревянным корпусом типа «Императрица Александра», построенных в Новом адмиралтействе Санкт-Петербурга с 1826 по 1835 год. Водоизмещение корабля составляло 3500 тонн, длина между перпендикулярами по сведениям из различных источников 59,74—59,8 метра, ширина без обшивки — 15,24—15,3 метра, глубина интрюма — 7,2 метра, а осадка 6,6 метр. По официальной классификации корабли этой серии относились к 74-пушечным, но в действительности несли до 96 орудий, так у «Императрицы Александры» в источниках указывается вооружение в 96 орудий.
Корабль был последним из трёх парусных линейных кораблей Российского императорского флота, носивших это имя. Первый одноимённый корабль был захвачен у шведов в Выборгском сражении 22 июня (3 июля) 1790 года и под своим шведским именем до 1816 года служил в составе Балтийского флота России. Второй корабль был спущен на воду в 1820 году и также нёс службу под этим именем в составе Балтийского флота, пока в 1829 году не был переименован в «Кронштадт».

## История службы
Корабль «Эмгейтен» был заложен 25 ноября (7 декабря) 1827 года на стапеле Нового адмиралтейства в Санкт-Петербурге и после спуска на воду 29 сентября (11 октября) 1828 года вошёл в состав Балтийского флота России. Строительство корабля вёл кораблестроитель в звании генерал-майора Корпуса корабельных инженеров А. А. Попов.
В 1829 и 1830 годах в составе эскадр кораблей Балтийского флота выходил в практические плавания в Балтийском море и Финском заливе.
В кампанию 1831 года, во время подавления Польского восстания, находился в составе эскадры под командованием вице-адмирала Ф. Ф. Беллинсгаузена, которая крейсировала вдоль берегов Курляндии для предотвращения подвоза оружия в помощь польским мятежникам. В 1833 и 1834 годах находился в практических плаваниях в Балтийском море и Финском заливе.
3 (15) июля 1836 года принимал участие в торжественной церемонии встречи Балтийским флотом на Кронштадтском рейде «дедушки русского флота» — ботика Петра I. В кампанию этого года также выходил в практическое плавание в Балтийское море и Финский залив.
В кампании 1837, 1839 и 1840 годах вновь принимал участие в практических плаваниях в Балтийском море и Финском заливе в составе эскадр. С 1841 по 1846 год находился в Доке Петра Великого в Кронштадте на тимберовке.
Принимал участие в экспедиции Балтийского флота к берегам Дании 1848—1850 годов. 23 июля (4 августа) 1848 года вышел от острова Сескар к Дании в составе 1-й дивизии под командованием вице-адмирала А. П. Лазарева. 7 (19) августа дивизия прибыла в Кеге-бухту, после чего перешла к острову Мэн. После получения 24 августа (5 сентября) приказа о возвращении, корабли дивизии взяли обратный курс и к 6 (18) сентября прибыли в Ревель. 31 мая (12 июня) 1849 года в составе той же дивизии вышел из Ревеля. 27 июня (9 июля) дивизия прибыла к к острову Альзен в проливе Малый Бельт, после чего корабли дивизии в составе флота до 11 (23) июля находились на Зондербургском рейде. 25 июля (6 августа) 1849 года «Эмгейтен» вместе с другими кораблями флота вернулся в Кронштадт.
В кампанию 1852 года командир корабля капитан 1-го ранга Р. Г. Машин был награждён орденом Святого Георгия IV степени за выслугу 25 лет в офицерских чинах, а в 1853 году он же был награждён орденом Святой Анны III степени с императорской короной.
В кампанию 1853 года выходил в практическое плавание в Финском заливе. Принимал участие в Крымской войне на балтийском театре боевых действий. В апреле и мае 1854 года стоял в кронштадтской гавани против входных ворот. C 10 (22) по 15 (27) июля и с 21 августа (2 сентября) по 26 августа (7 сентября) того же года выходил в плавания до Красной Горки. В кампанию 1855 года находился в Кронштадтской гавани.
По окончании службы в 1858 году корабль «Эмгейтен» был разобран в Кронштадте.

## Командиры корабля
Командирами линейного корабля «Эмгейтен» в составе Российского императорского флота в разное время служили:
- А. А. Давыдов (1829 год);
- Л. Ф. Богданович (1830—1831 годы);
- П. А. Караулов (1833—1834 годы);
- И. Я. Захарьин (1836—1837 годы);
- Г. Г. Басаргин (1839—1840 годы);
- А. А. Бровцын (1847—1851 годы);
- командир 8-го флотского экипажа капитан 1-го ранга Р. Г. Машин (1851—1854 годы)[11].